# West-Andessmaragdkolibrie
De West-Andessmaragdkolibrie (Chlorostilbon melanorhynchus) is een vogel uit de familie Trochilidae (kolibries).

## Verspreiding en leefgebied
Deze soort komt voor in westelijk en noordwestelijk Zuid-Amerika en telt twee ondersoorten:
- C. m. pumilus: westelijk Colombia en westelijk Ecuador.
- C. m. melanorhynchus: de Andes van westelijk Colombia en westelijk en centraal Ecuador.

## Status
De West-Andessmaragdkolibrie komt niet als aparte soort voor op de lijst van het IUCN, maar is daar een ondersoort van de blauwstaartsmaragdkolibrie (C. mellisugus melanorhynchus).